# Rudolph Tegner
Rudolph Tegner (* 12. Juli 1873 in Kopenhagen; † 5. Juni 1950) war ein dänischer Bildhauer des Symbolismus.

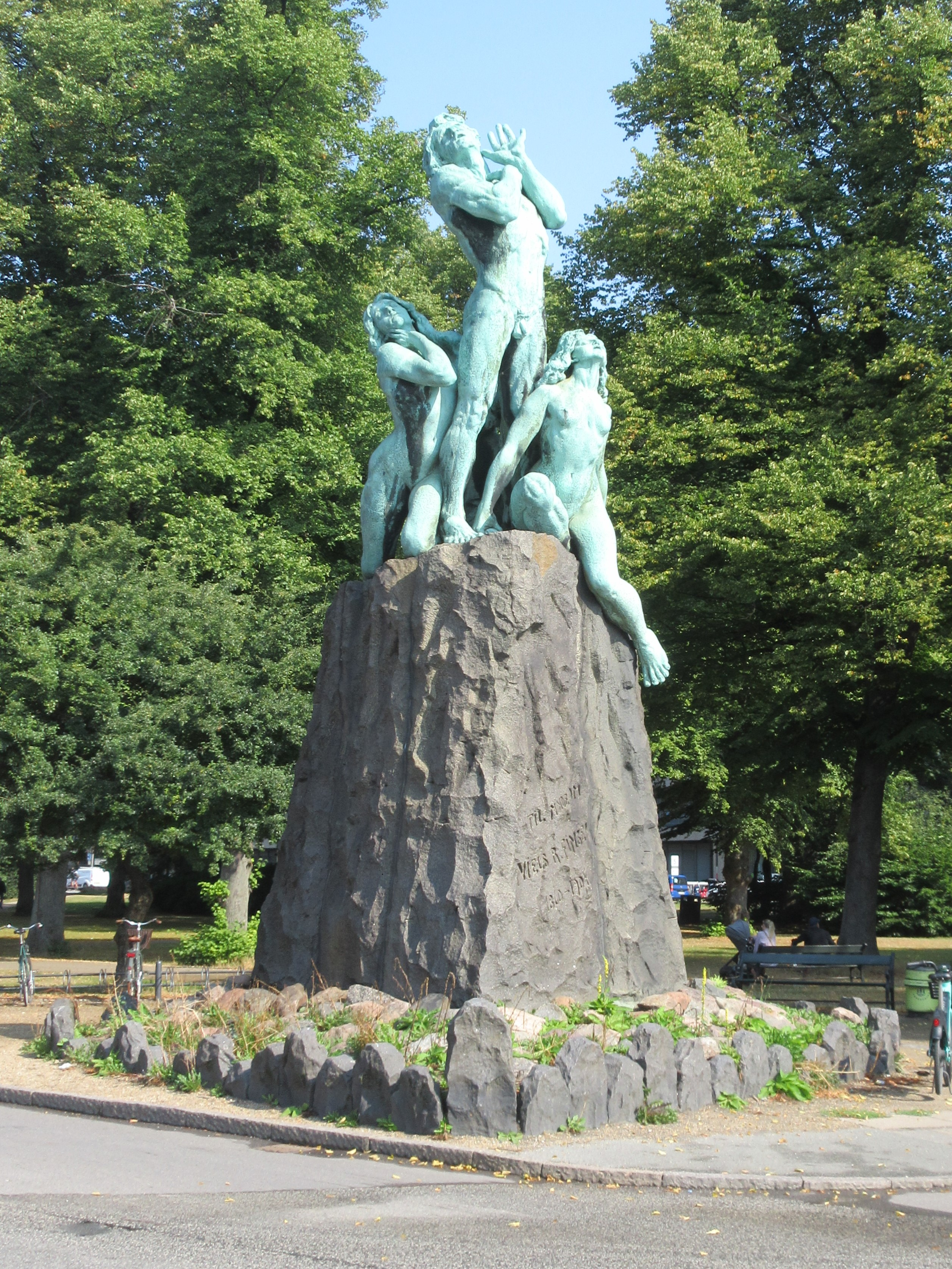
Mod Lyset, Kopenhagen, 1909

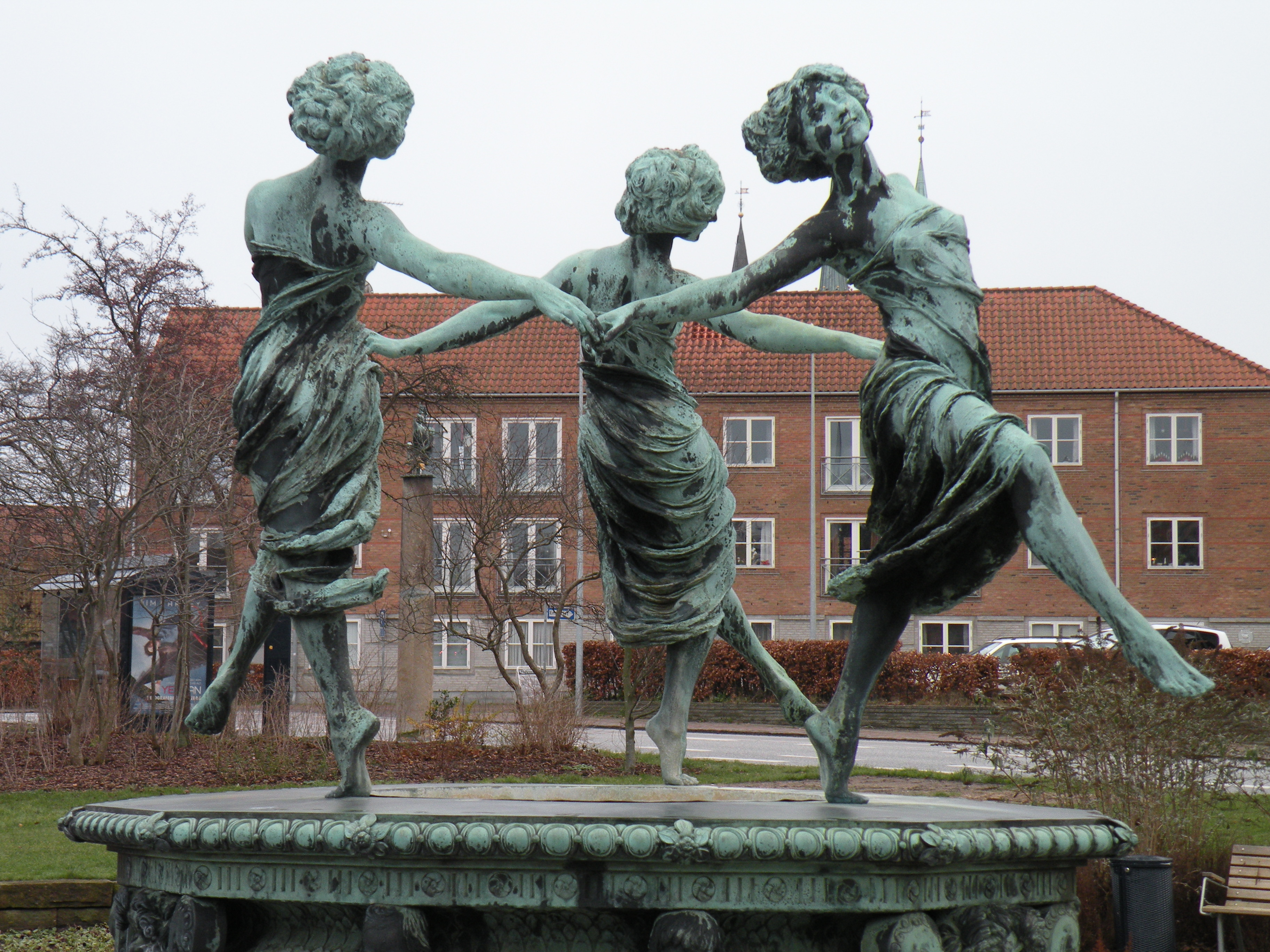
Tegner, Tänzerinnenbrunnen, Helsingør, 1913

## Leben und Werk
Tegner war der Sohn des Premierleutnants, Bankdirektors und Kammerjunkers Jørgen Henry August Tegner und von Signe Elisabeth Puggaard. Frühe Einflüsse waren antike Skulpturen, die er auf seiner Reise als 15-Jähriger in Griechenland (Akropolis) sah, ein Italienaufenthalt, wo ihn Michelangelos Skulpturen „Tag und Nacht“ und „Morgen und Abend“ beeindruckten, und ein Parisaufenthalt (1893 bis 1897), wo er vom Jugendstil und von Auguste Rodin beeinflusst wurde. 1890 bis 1893 arbeitete er mit dem norwegischen Bildhauer Gustav Vigeland zusammen. Seine erste größere Arbeit Ein Faun von 1891 wurde im Schloss Charlottenborg aufgestellt.
1916 baute er sich ein Haus im Norden von Seeland in Dronningmølle, mitten in der Heidelandschaft („Russland“) nahe Hornbæk, das heute sein Mausoleum und Museum ist (Rudolph Tegners Museum og Statuepark), von Tegner selbst 1938 als Museum mit Skulpturenpark eingerichtet. Dort sind auch seine monumentalen Skulpturen ausgestellt (in Gips und Bronze), die häufig Themen der griechischen Mythologie behandelten. Unter anderem wegen der damals als provozierend wahrgenommenen erotischen Ausstrahlung einiger seiner Skulpturen war er umstritten.
Tegner war seit 1911 mit der Malerin Elna Jørgensen (1889–1976) verheiratet.
In Helsingør steht der Danserindebrønden (Tänzerinnenbrunnen) und eine Hydra-Gruppe (Hydra mit Herkules) von ihm. Die 1909 aufgestellte Statuengruppe Mod Lyset (Zum Licht) zu Ehren des Medizin-Nobelpreisträgers Niels Finsen steht in Kopenhagen (Ecke Blegdamsvej/Tangensvej beim Reichshospital). Sie zeigt einen stehenden Mann flankiert von zwei knienden Frauen, das Gesicht in einer Art betender Haltung dem Himmel entgegengestreckt, und war damals umstritten; das Werk von Nietzsche soll wie auch bei anderen seiner Arbeiten die Konzeption beeinflusst haben. Seine Kopenhagener Skulptur wurde damals von dem führenden dänischen Intellektuellen und Nietzsche-Verehrer Georg Brandes verteidigt – Brandes selbst porträtierte Tegner 1902 in der Skulptur Luzifer mit dem Kopf von Brandes.

## Galerie

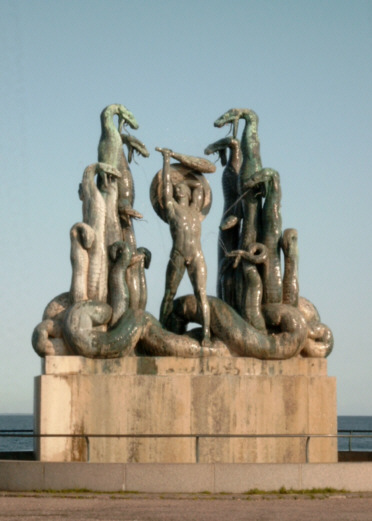
Tegner, Herakles mit Hydren, Helsingør, Nordmole
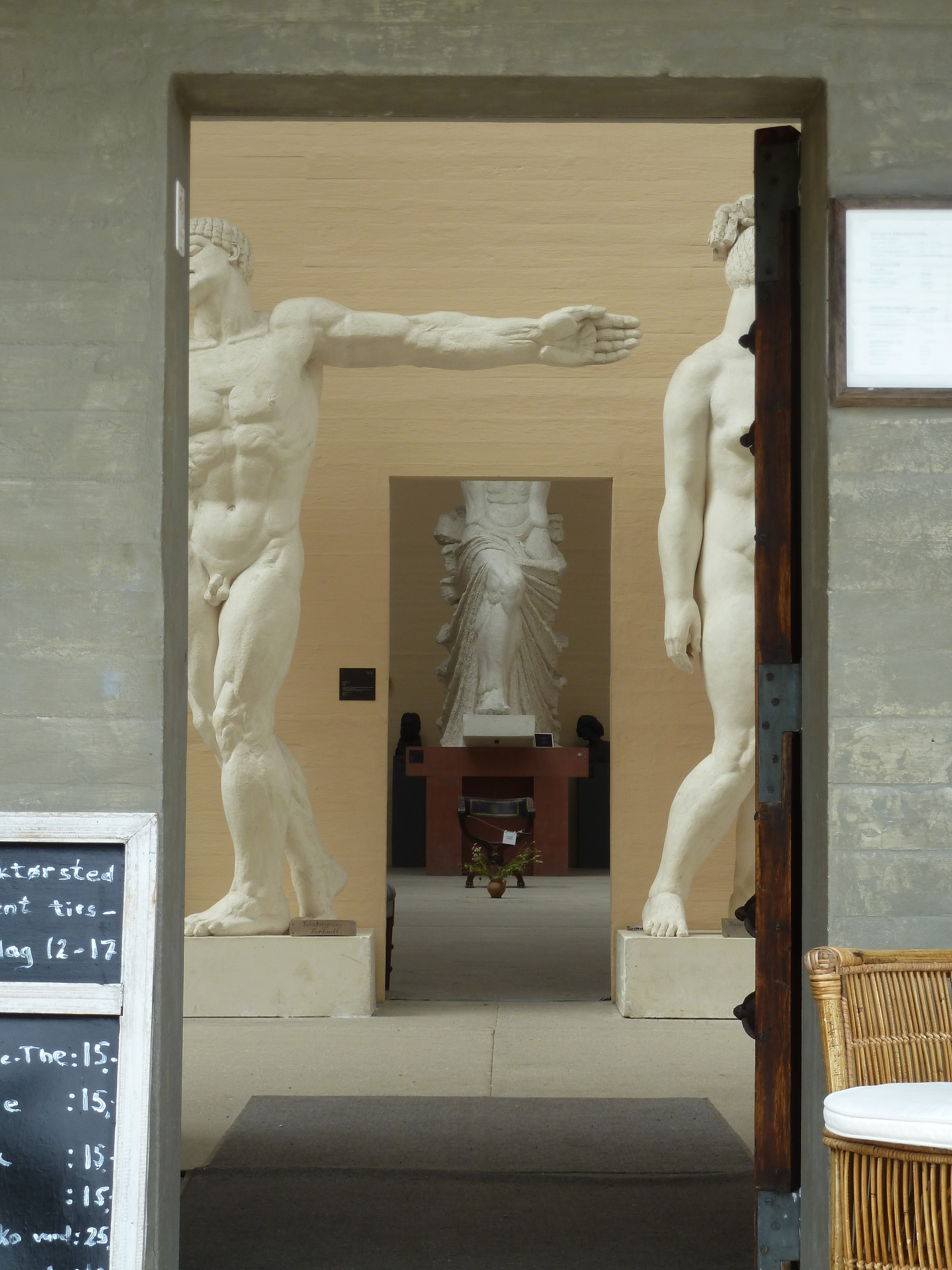
Rudolph Tegners Museum, innen
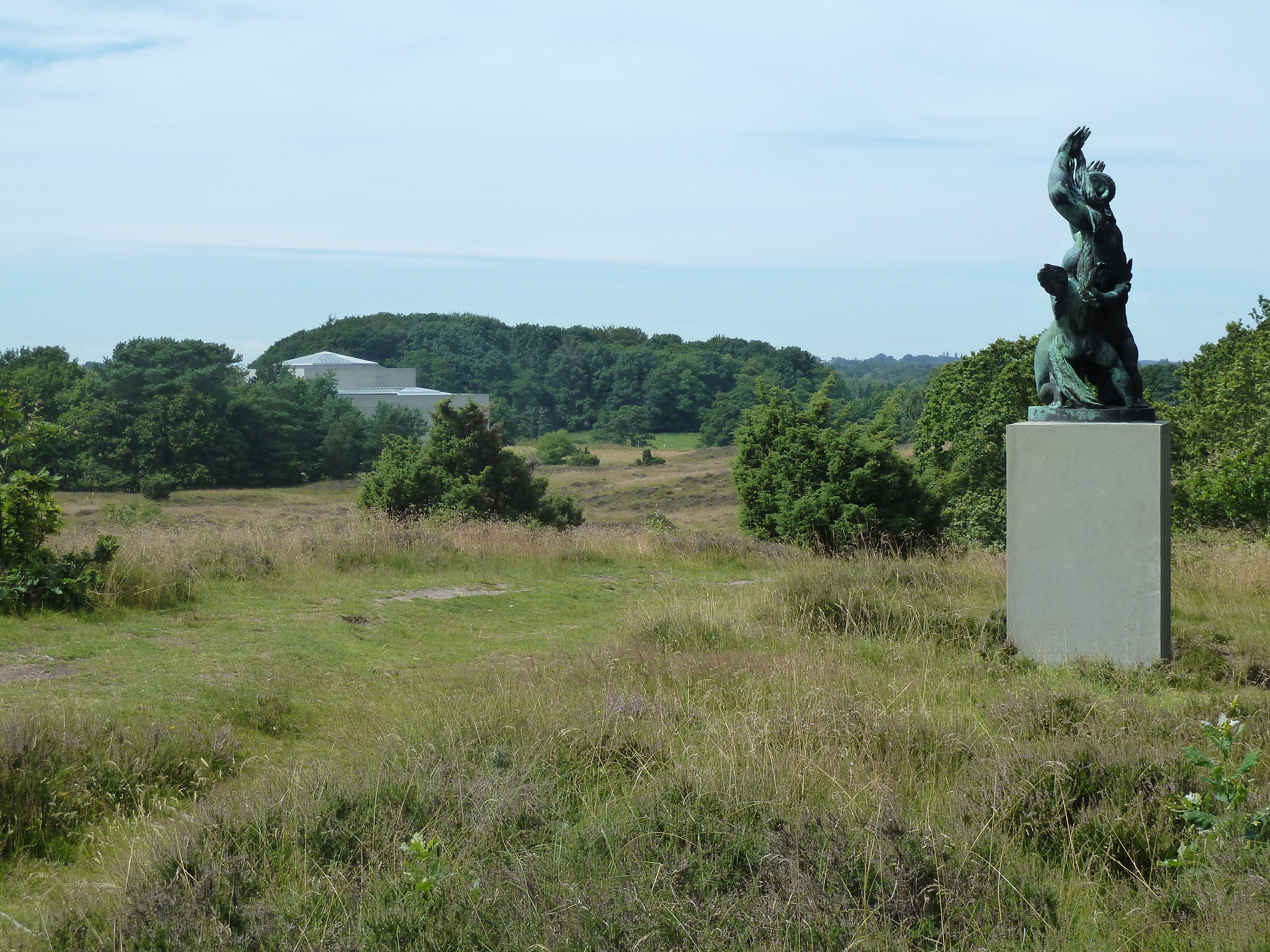
Tegner-Museum bei Dronningmølle mit einer der Außen-Statuen im Park
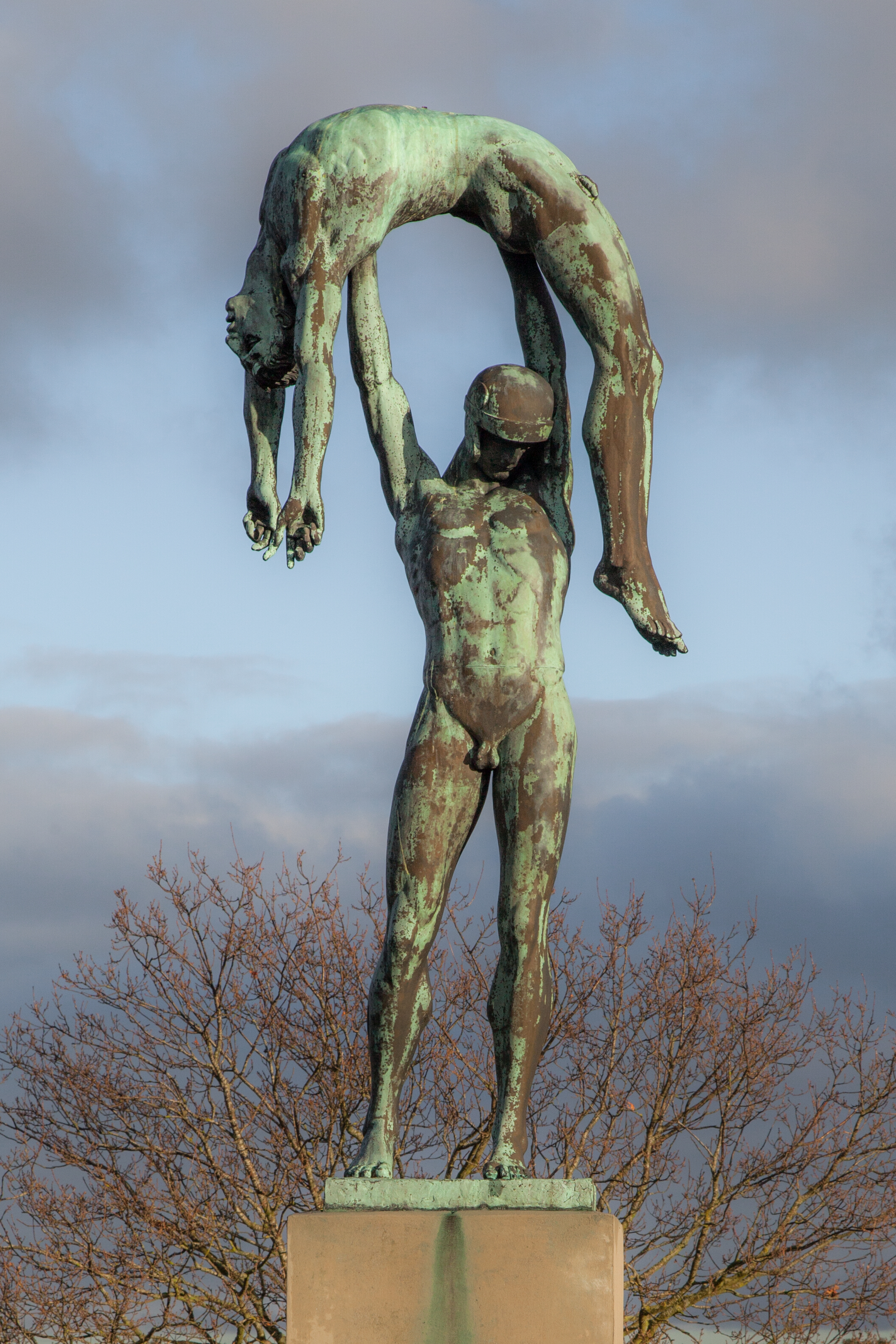
Sieg (Sejren), 1921, gegossen 1925, Rudolph Tegners Museum
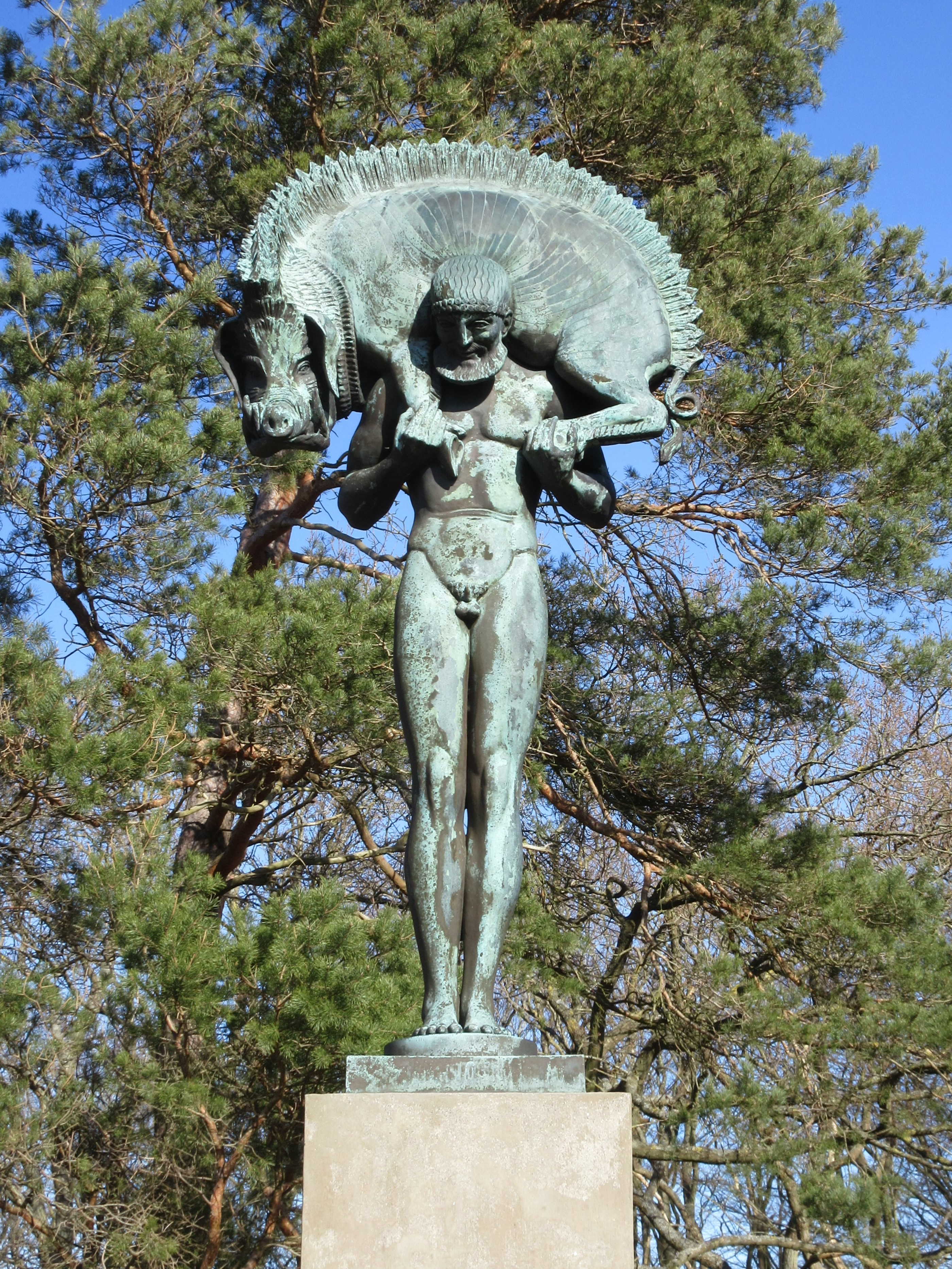
Herakles mit Wildschwein, Rudolph Tegners Museum
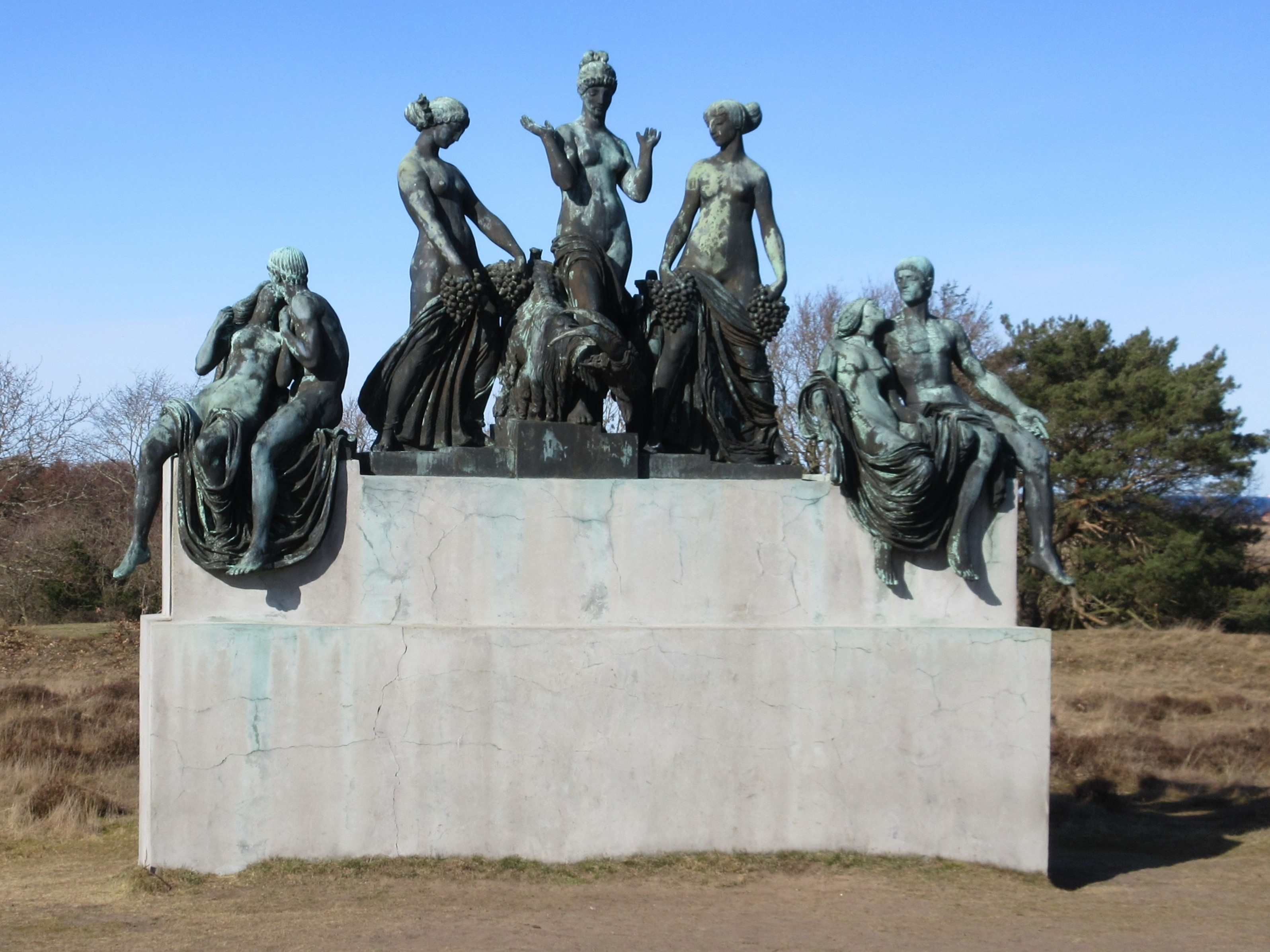
Das Geheimnis der Liebe (Kærlighedens Mysterium), Rudolph Tegners Museum
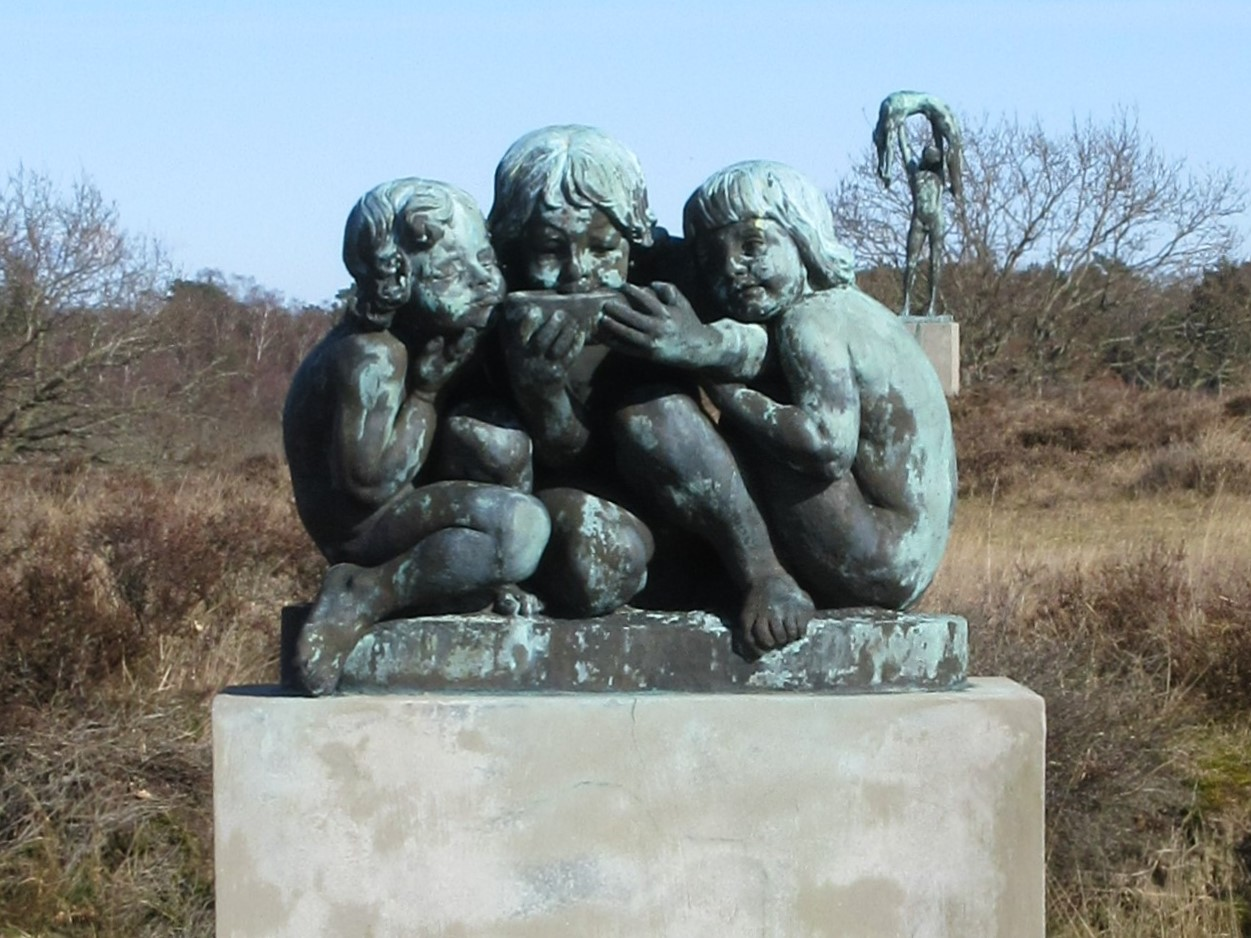
Die durstigen Kinder, Rudolph Tegners Museum
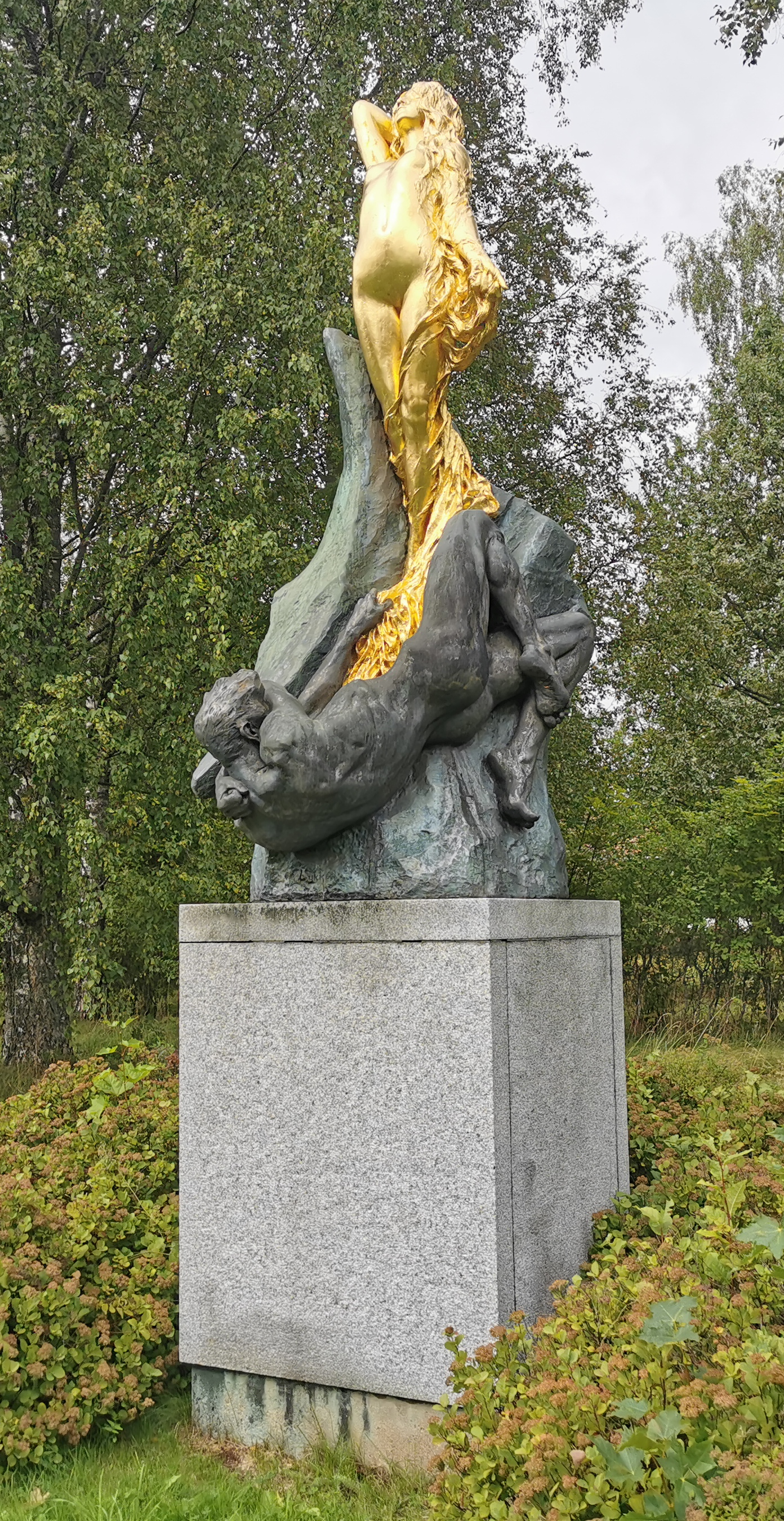
Lykken (Glück), 1900, heute in Lauritsala bei Lappeenranta (Finnland)
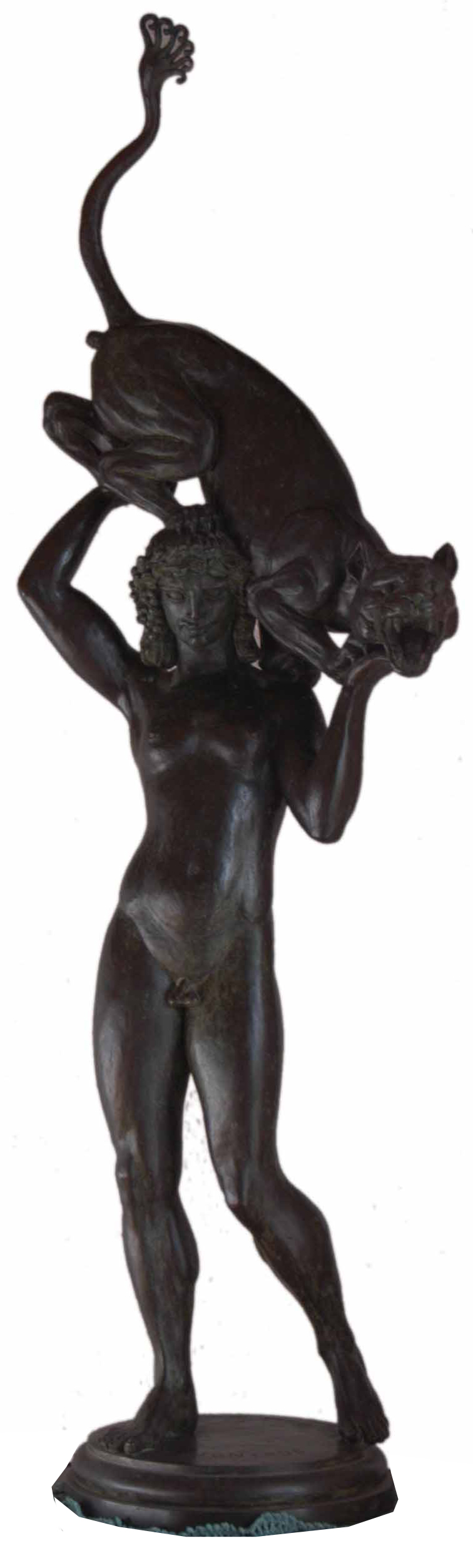
Dionysos
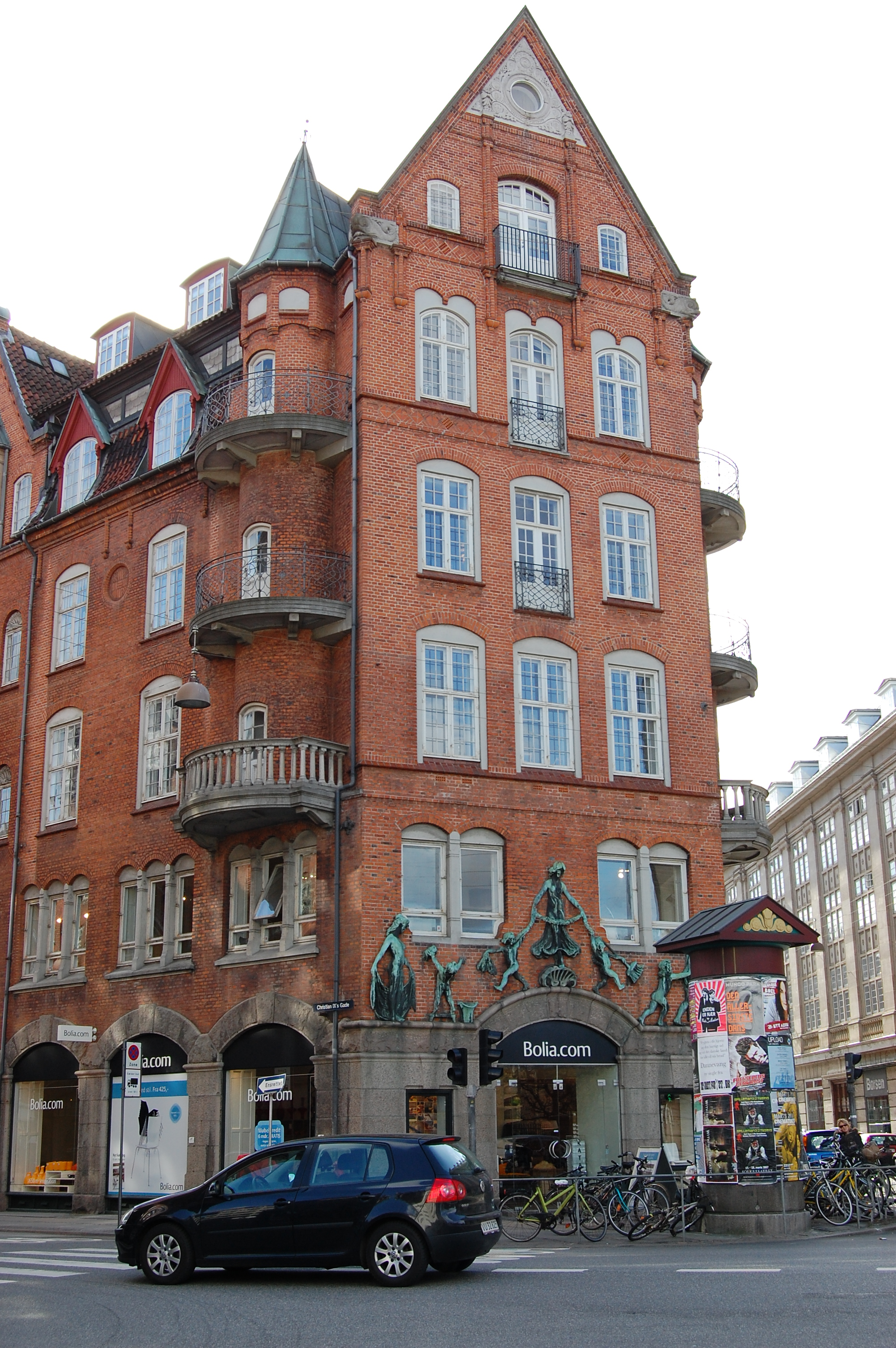
Hausschmuck mit Kindern, die in der Mitte an der Hand der Mutter sind und rechts einen Alten abschieben, in der Gothersgade 47 (ehemals Musikhus Kleinert), Kopenhagen
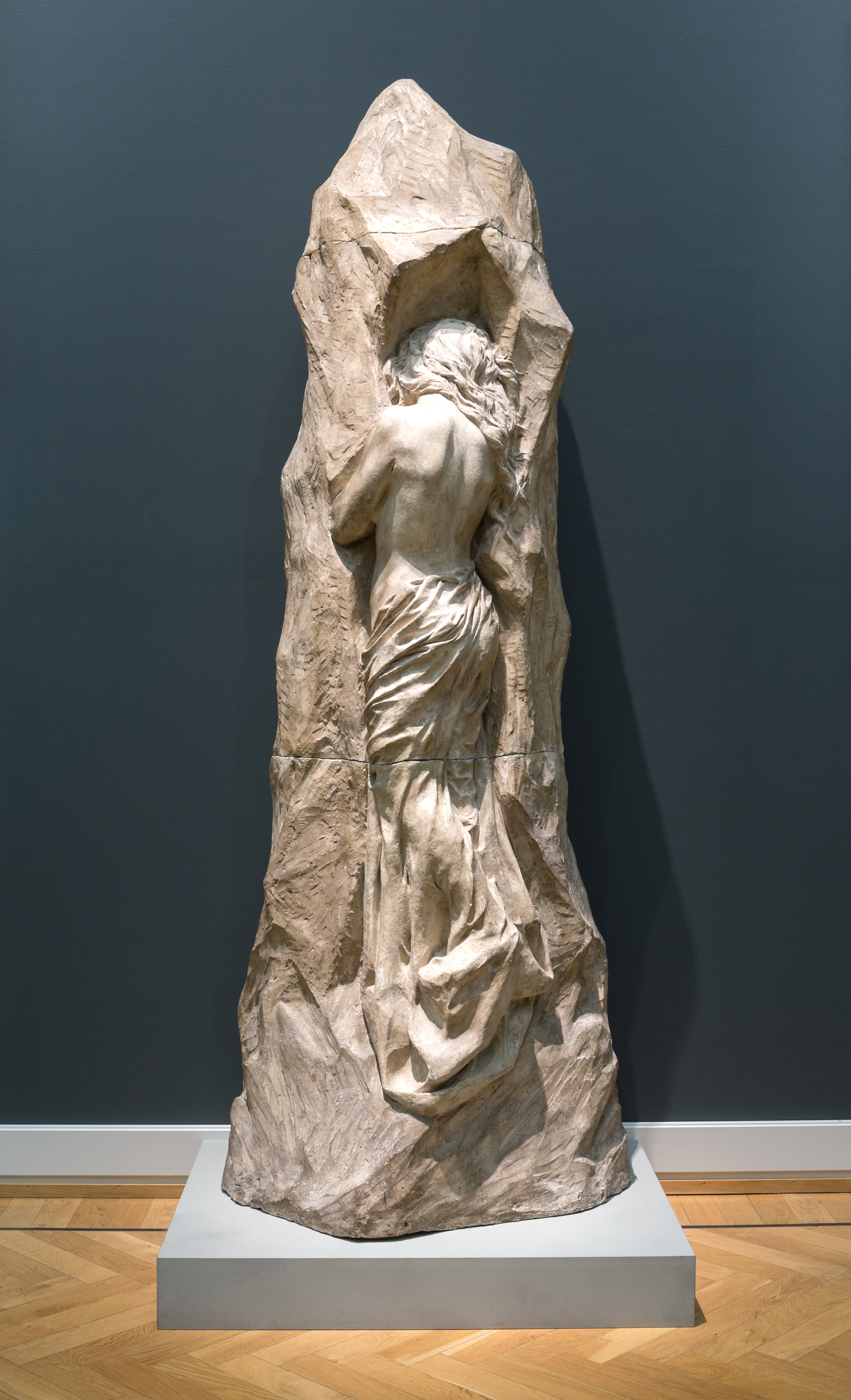
Tegner, Epitaph für die Mutter des Künstlers Signe Tegner, Trauernde Frau vom Rücken her gesehen, Gips, 1899, Staatliches Kunstmuseum, Kopenhagen (Entwurf für die Grabstätte der Familie, wo das ausgeführte Werk steht)